# Малые Мошки
Малые Мошки (укр. Малі Мошки) — село на Украине, основано в 1545 году, находится в Овручском районе Житомирской области.
Код КОАТУУ — 1824286504. Население по переписи 2001 года составляет 19 человек. Почтовый индекс — 11160. Телефонный код — 4148. Занимает площадь 0,205 км².

## Адрес местного совета
11160, Житомирская область, Овручский р-н, с.Раковщина